# Ditta Ing. Ippolito Cattaneo Genova

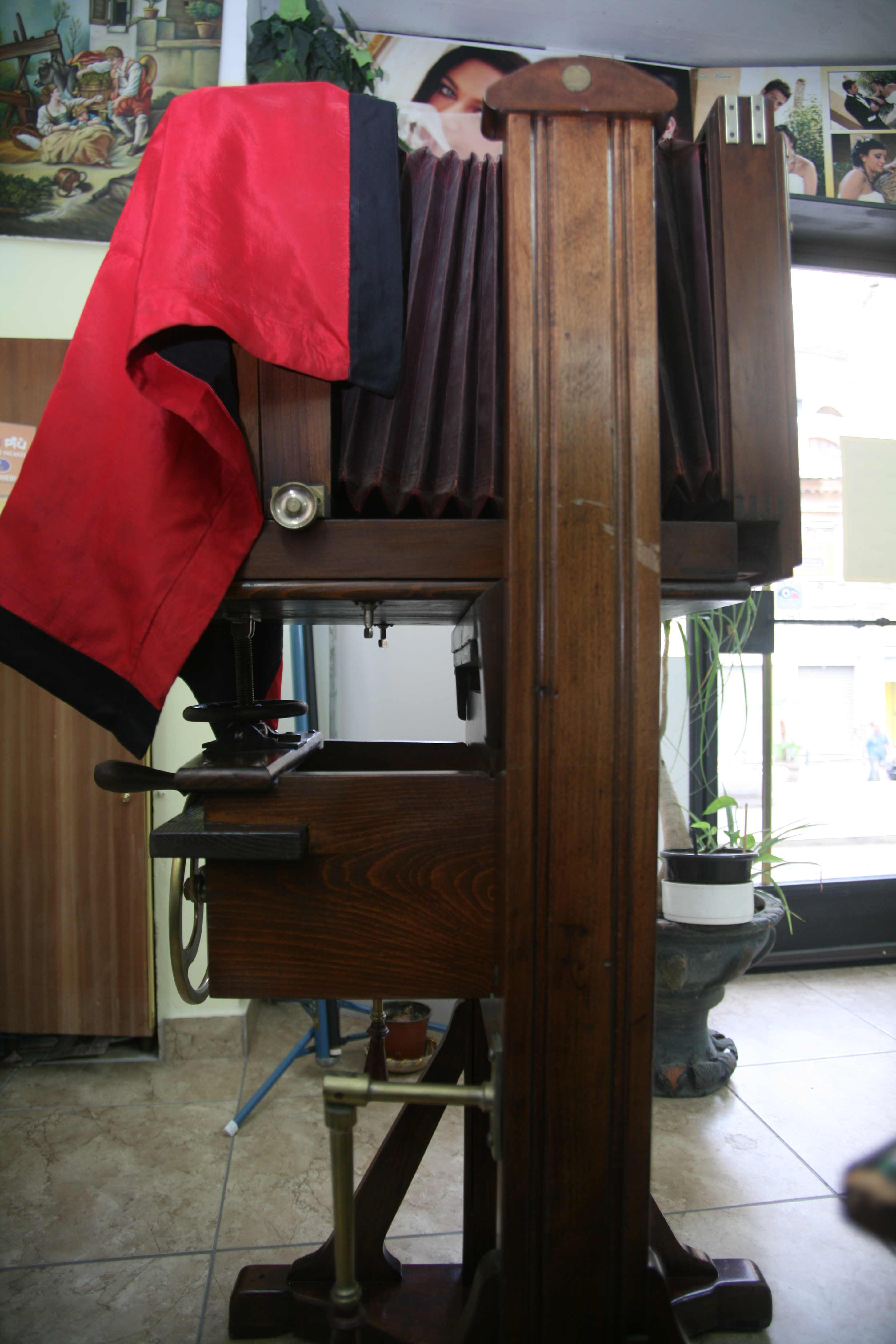
Ditta Ing. Ippolito Cattaneo Fotocamera da banco degli inizi 900.

La Ditta Ing. Ippolito Cattaneo di Genova sita in Piazza 5 Lampadi n°17 è stata una storica ditta che nasce nell'Ottocento come rivenditore di prodotti per le belle arti. Agli inizi del Novecento la ditta inizia a commercializzare prodotti per fotografia, diventando presto questo il settore più importante della stessa.
La ditta commercializzava le fotocamere firmandole con il proprio nome e nascondendo il nome delle aziende fornitrici o appaltatrici.

## Storia

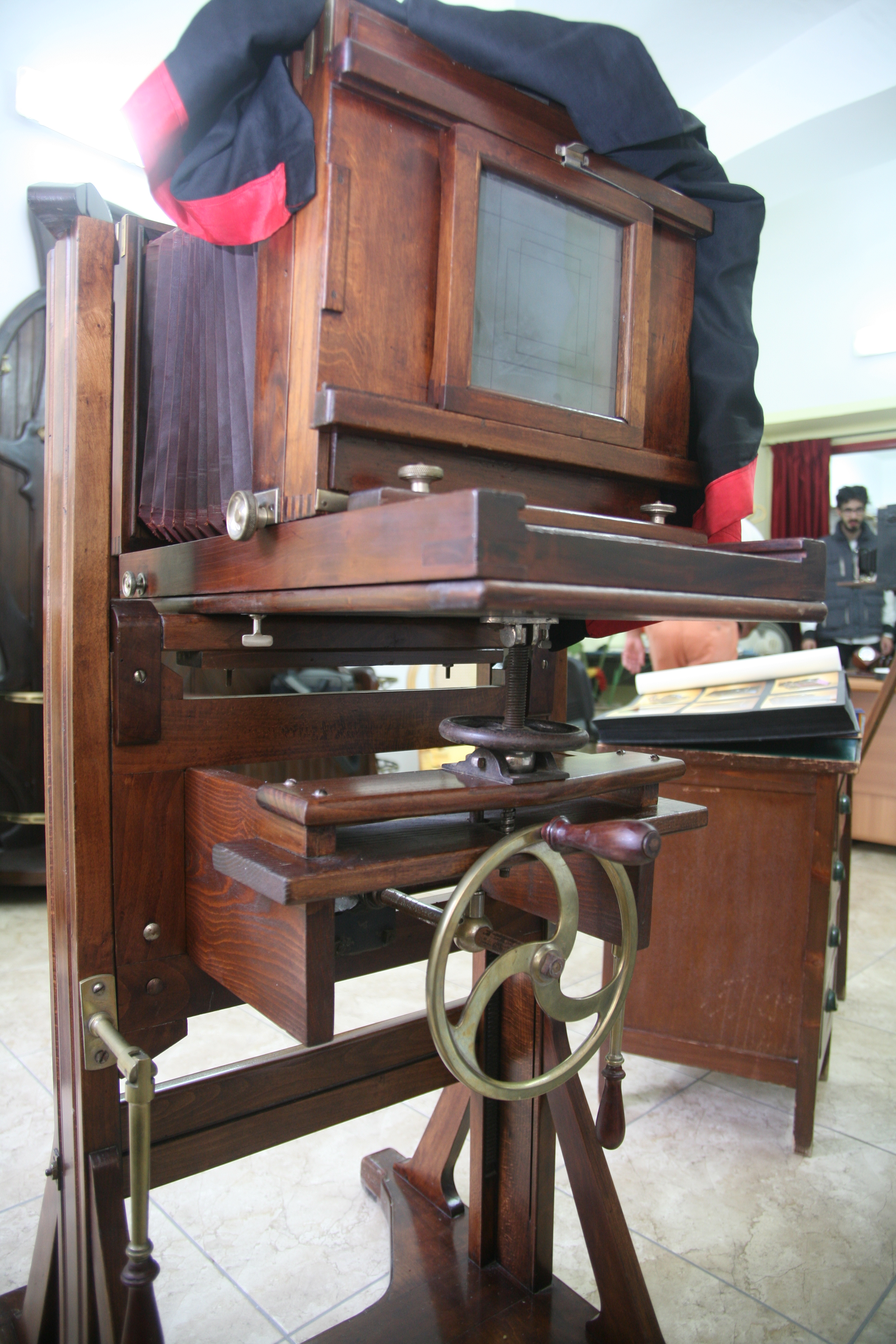
Fotocamera da banco degli inizi 900 vista posteriore

Nel 1931 la ditta inizia ad importare come importatore unico i prodotti della Leitz tedesca; la storica sede di Piazza 5 Lampadi n°17 sarà mantenuta fino al 1954, quando si trasferirà in via Cesarea, 5 sempre a Genova. 
Successivamente aprirà una sede a Roma e poi a Milano. Nel 1979, dopo 48 anni, la ditta non commercializzerà più i prodotti della Leica.
La ditta è stata anche importatore per l'Italia dei prodotti Rolleiflex e Pentacon.

## Produzione
Durante tutta la sua esistenza la ditta dell'Ing. Ippolito Cattaneo si impegnerà a produrre informazione fotografica con opuscoli e libri dedicati alla fotografia.
La ditta genovese negli anni si impegnò anche nella produzione di macchine fotografiche per fotoamatori, queste sono state: la ICC N. 1 costruita in legno ricoperta in pelle nera  formato 6,5 x 9, corredata con magazzino a 6 lastre, e il modello ICC N.2 corredata con magazzino a 12 lastre.
Nel catalogo del 1906 la Cattaneo presenta il modello Monitor simile alle già famose Klapp commercializzate dalla Ernemann e dalla Goertz.
Inoltre, la ditta si contraddistinse per la costruzione di interessanti attrezzature fatte su commissione, che vennero commercializzate in tutta Italia.